# Falmèy (département)
Falmèy est un département de la région de Dosso au Niger.

## Géographie
Le département s'étend à l'ouest de la région de Dosso, sur une superficie de 1 542 km2.
| Kollo | Boboye |       |
| Say   | Falmèy | Dosso |
|       | Bénin  |       |

## Histoire
Le poste administratif de Falmèy instauré en 1964, est séparé en 2011 du département de Boboye et élevé au statut départemental.

## Population
Selon le recensement général de la population et de l'habitat de 2012, le département compte 144 287 habitants. De 2001 à 2012, la population a augmenté en moyenne de 2,5 % par an (pour un accroissement national moyen de : 3,9 %). 

## Administration
Le département couvre deux communes rurales : 
- Falmey
- Guilladjé